# Keleti Artúr
Keleti Artúr, született Rosenberg Artúr (Budapest, 1889. november 9. – Budapest, 1969. november 7.) költő, műfordító. A legművészibb kiállítású magyar könyvek létrehozói közé tartozott.

## Életútja
Budapesten született Rosenberg Samu (Salamon) pénztárnok és Goldfinger Berta gyermekeként, zsidó családban. A budapesti Keleti Akadémián tanult, ahol elsősorban vállalatok, bankok számára képeztek szakembereket. Közben nyomdákban, nyomdai korrektorként is dolgozott, megismerte a tipográfia és a szép könyv készítésének titkait. Az 1910-es években banki alkalmazott volt. Munkáit Az Újság, a Világ, A Hét című lapok közölték, írásai jelentek meg a Nyugatban, valamint francia és német folyóiratokban is.
1912-ben egy kiállításon ismerkedett meg Gulácsy Lajossal. Biztatására jelentette meg első önálló verseskötetét, A kámzsás festő strófáit, melyben „valódi költő szólal meg, a modern ember nosztalgiája egy jobbnak s főleg művészibbnek képzelt világ után”. A kötetet Gulácsy illusztrálta, akivel a költő barátságot kötött. 1913-ban Olaszországba utazott és a festő társaságában egy ideig Padovában tartózkodott. Eredeti munkáinak második kötete, az Angyali üdvözlet csak tizenöt költeményt tartalmaz, köztük két háborúellenes verset (A szegény przemysli lelkész naplójából és a Sirató ének ezerkilencszáztizenötben).
1920-ban jelent meg verses komédiája, teljes címén Az boldogtalan Raymondo és az szerentsés Bertrandus Lovagoknak Hiteles Szerelmes Története 7 képben, avagy: a csalfa Bertrandus Lovag házassága s Miképpen Ejtetek Tőrbe s küldetek el a Nemes Baymondo Lovag a Szent Sírhoz és hogyan jőve vissza s Mula ki. Grotesque Játék. A darabot 1918-ban írta, de csak a háború után adták ki, Vértes Marcell illusztrációival. Későbbi kötetei is kitűnő művészek rajzaival díszítve jelentek meg,
Önálló munkái mellett franciául publikáló korabeli szerzőktől, köztük Georges Rodenbach belga szimbolista költő, író novelláiból fordított. Később lefordította Maurice Maeterlinck Tintagiles halála (La Mort de Tintagiles, 1894) című drámáját, mely 1922 karácsonyán jelent meg, (bár a könyvön az 1923-as évet tüntették fel). A darabot Debussy zenéjével 1925-ben két alkalommal játszották a Zeneakadémián, Keleti Artúr rendezésében. Füst Milán írt róla méltatást a Nyugatban.
Szintén 1922 karácsonyán került az olvasók elé Pax vobiscum… című munkája. Az 1913-as padovai élményekből született, az olasz kisvárosról és lakóiról szóló versciklust „Gulácsy Lajosnak, Itália elborult szerelmesének” ajánlotta. A kötet illusztrálására Fáy Dezsőt, Gulácsy Lajos tanítványát kérte fel, és együttműködésükből igazi könyvművészeti műalkotás született.
Az angyali üdvözlet című kötet másodszor is megjelent (1927 karácsonyán), de ekkor már Molnár C. Pál fametszeteivel gazdagon illusztrálva. Keleti maga is alkotó módon részt vett az illusztrációk készítésében. A könyv művészi kialakítását a párizsi világkiállításon aranyéremmel tüntették ki. Elek Artúr írt róla ismertetést a Nyugatban.
1936-ban a Magyar Királyi Operaház bemutatta Keleti Artúr szövegével Az két lovagok című háromfelvonásos vígoperát. Zenéjét Kósa György szerezte, az előadás rendezője Oláh Gusztáv volt.
A békéscsabai Tevan Nyomda fennállásának negyvenedik évfordulója alkalmából adta ki Keleti Artúr művészien kivitelezett könyvét, A bölcs Esopusnak és másoknak fabuláit (1943. karácsony). Ebben a költő „egyre jobban beleélte magát Heltai Gáspár megmagyarosított Esopusa által a régi erdélyi magyar nyelv világába.” A háború után szintén Tevan Andornál jelent meg Anatole France már korábban lefordított könyvének, a Nyársforgató Jakabnak Hincz Gyula rajzaival díszített újabb kiadása.
Keleti Artúr költeményeiben középkori hangulat és modern életérzés keveredik, nosztalgiával tekint a letűnt korok felé; soraiból szinte vallásos szeretet és békevágy árad. A 20. század első évtizedeiben nálunk „Kner Imre ismerte föl a legmélyrehatóbban, hogyan állhat helyre újra a könyv valamikor egységes stílusa. Ő rendelkezett a legnagyobb szakmai tudással, felelősséggel és a tökéletes kivitelezés képességével, a képzőművészeti értelemben vett korszerű művészi magyar könyv létrehozása mégsem az ő nevéhez fűződik, hanem egy halkszavú költőéhez, Keleti Arthuréhoz.”

## Munkái
- A kámzsás festő strófái (versek, Budapest, 1912); Gulácsy Lajos rajzaival Online
- A megszentelt puszpáng (Rodenbach novelláinak fordítása, Budapest, 1914) ; fedelén Gulácsy Lajos rajzával
- Angyali üdvözlet (versek, Budapest, 1916) Online
- Az boldogtalan Raymondo és az szerentsés Bertrand lovagoknak hiteles szerelmes története hét képben (verses komédia, Budapest, 1920); illusztrálta Vértes Marcell, a könyvdíszeket Gróf József készítette
- Tintagiles halála (Maeterlinck drámájának fordítása, 1923); Balogh István grafikus rajzaival
- Pax vobiscum, avagy egy költő pásztorlevele a nyájas olvasókhoz (tanköltemény, Budapest, 1923); illusztrálta Fáy Dezső
- A' szépreményű Goethe Úr béfogatása az könnyű Musa kotsijába (Budapest, 1926);
- Az angyali üdvözlet (litániák, Budapest, 1928); új, díszes kiadás, Molnár C. Pál fametszeteivel
- A bölcs Esopusnak és másoknak fabulái (műfordítás, Heltai Gáspár nyomán, Békéscsaba, 1943). A Magyar Bibliophil Társaság ,,Év legszebb könyve" címét kapta
- Nyársforgató Jakab meséi (Anatole France Les Contes de Jacques Tournebroche című művének fordítása, Hincz Gyula illusztrációival, Békéscsaba, 1948). A Magyar Bibliophil Társaság ,,Év legszebb könyve" címét kapta. A kötet fordításáért Keleti Artúr, illusztrációiért Hincz Gyula 1948-ban a Művészeti Tanács nívódíjában részesült.

Gulácsy Lajosról megkezdett munkáját már nem volt ideje befejezni.